# Caroline Auguste von Esebeck

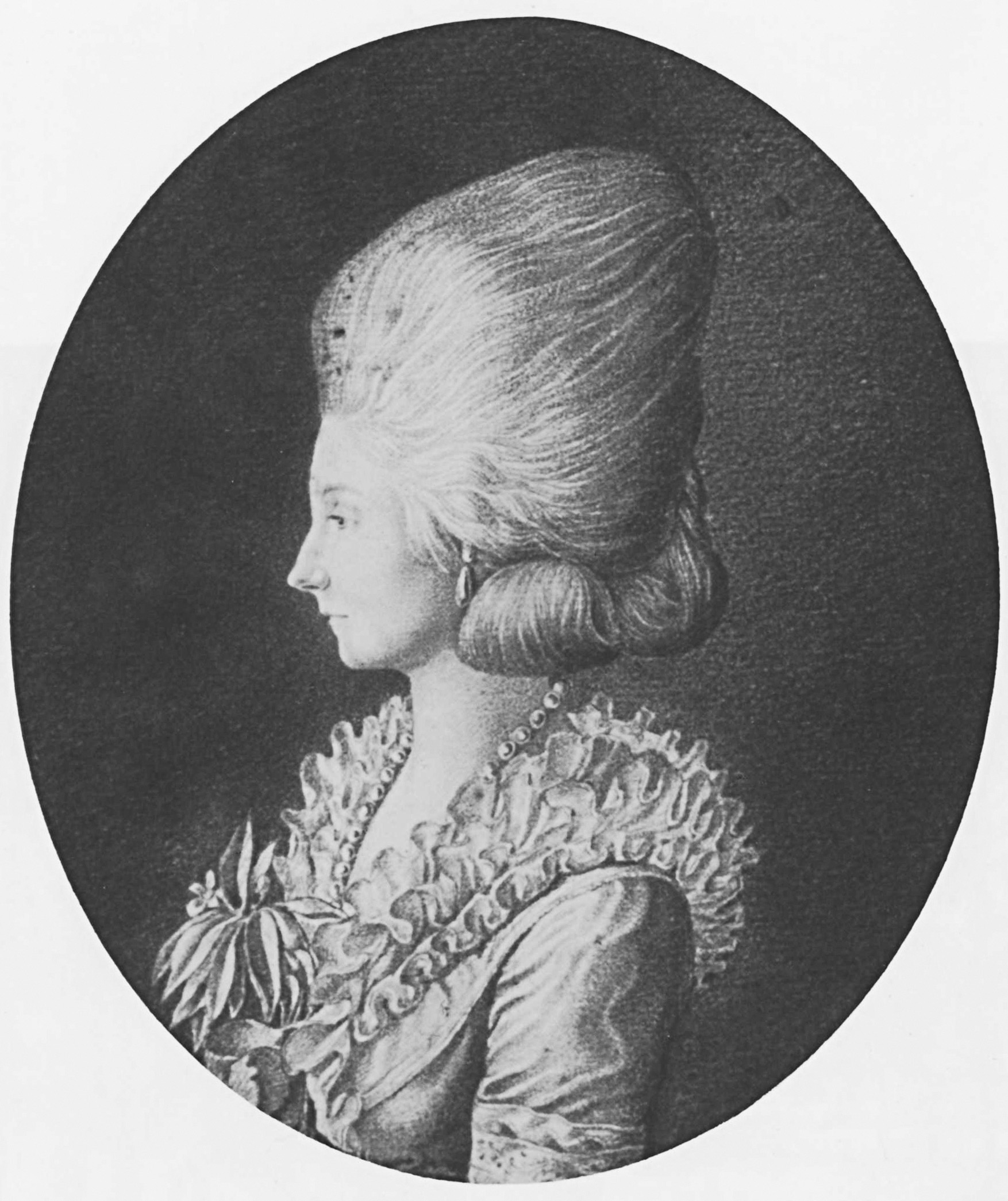
Caroline Auguste von Esebeck

Caroline Wilhelmine Auguste von Esebeck (* 1. Oktober 1748 in Buswiller bei Bouxwiller; † 7. Februar 1823 in Karlsruhe) war die Ehefrau des pfalz-zweibrückischen Staatsministers Ludwig von Esebeck. Als Obersthofmeisterin und grande maîtresse des Landesherrn Karl II. August bestimmte sie lange Zeit das Hofleben am Zweibrücker Hof und auf Schloss Karlsberg.

## Leben
Caroline von Esebeck wurde 1748 als Caroline Wilhelmine Auguste Freiin Gayling von Altheim in Buswiller bei Bouxwiller im Elsass geboren. Ihre Eltern waren Friedrich Jakob Gayling von Altheim und seine Ehefrau Auguste Eleonore von Döben.

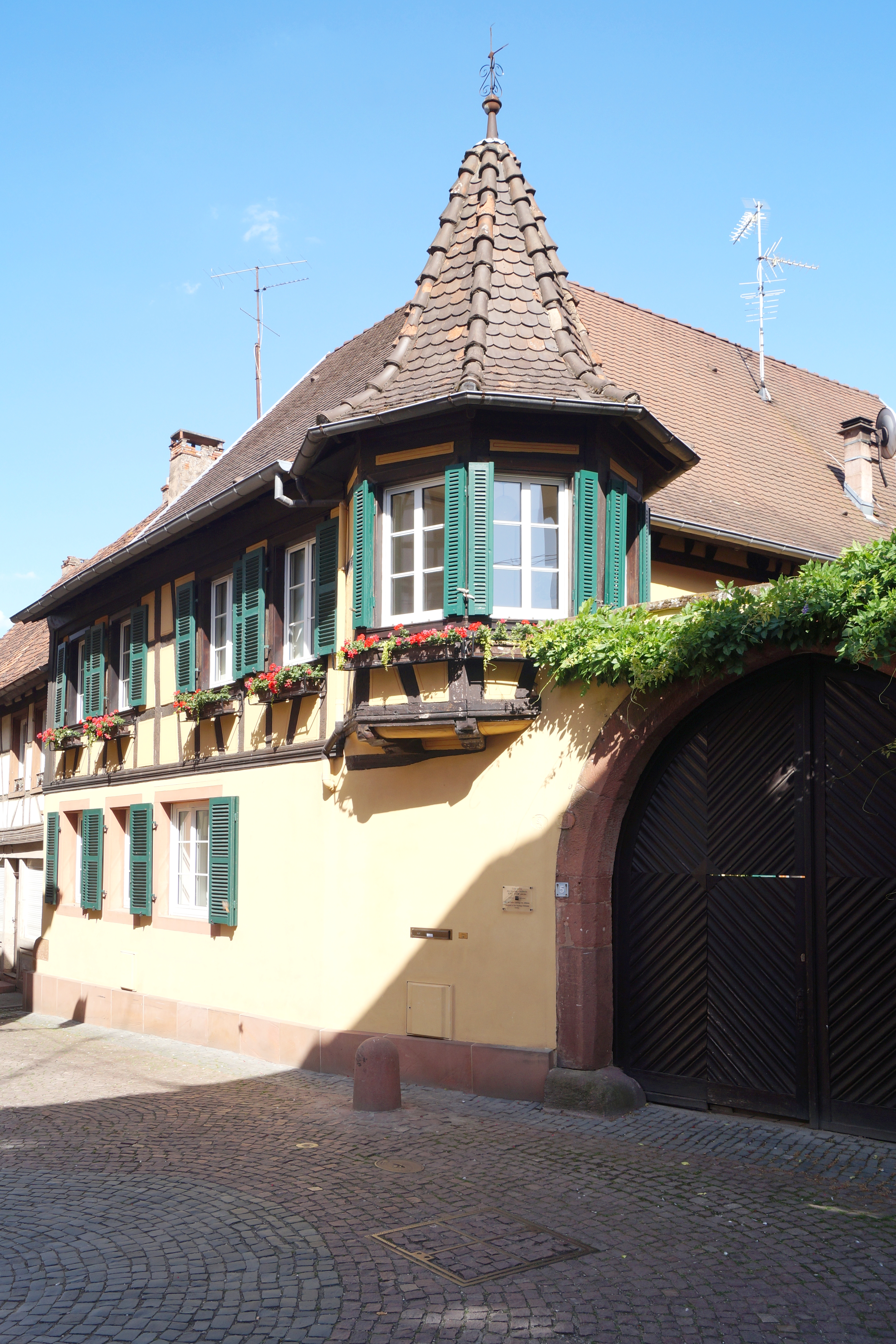
Adelshof der Familie Gayling von Altheim in Bouxwiller

In Bouxwiller lernte sie den zwei Jahre älteren Karl August, den späteren Herzog von Pfalz-Zweibrücken, kennen, der dort regelmäßig seine Tante Karoline von Pfalz-Zweibrücken besuchte. Der noch minderjährige Karl August wollte Caroline heiraten, doch seine Onkel, Herzog Christian IV. und Kurfürst Karl Theodor, ließen das nicht zu, da sie Caroline nicht als ebenbürtig ansahen.
1766 heiratete Caroline den Freiherrn Ludwig von Esebeck, der als Landjägermeister am pfalz-zweibrückischen Hof angestellt war. Karl August vermählte sich 1774 mit Maria Amalie von Sachsen und wurde im November 1775 nach dem Tod seines Onkels Christian IV. zum Herzog des Fürstentums Pfalz-Zweibrücken. Karl II. August übersiedelte von Neuburg an der Donau ins Schloss Zweibrücken und gestaltete den Hofstaat neu, wobei das Ehepaar Esebeck Schlüsselstellungen erhielt. Den Freiherrn von Esebeck ernannte er zum „Konferenzminister“ und später zum Staatsminister. Caroline von Esebeck wurde als Obersthofmeisterin die Aufgabe übertragen, das Leben am herzoglichen Hof zu organisieren. Johann Christian von Mannlich schreibt dazu in seinen Lebenserinnerungen:

„Die Baronin v. Esebeck wurde zur Obersthofmeisterin der Herzogin ernannt, und man konnte unschwer erkennen, daß sie in der gleichen Eigenschaft auch bei den ‚Menus-Plaisirs‘ des Herzogs diente. Sie wurde gar bald die Mittlerin der Gnaden und Gunstbezeugungen, und infolgedessen drängte sich eine stattliche Schar ergebener Hofleute um sie. … In der ersten Leidenschaft des Herzogs für diese Frau war sie allmächtig geworden. Es war also gefährlich, ihr zu mißfallen, …“

Sainte Foy, der französische Gesandte am Zweibrücker Hof, berichtete im Januar 1776 an den Außenminister Vergennes:

„Der Herzog hat sich für die Frau seines Großjägermeisters entflammt. Ihretwegen hat er früher einmal größte Opfer bringen wollen. Er hat sie als Obersthofmeisterin der Herzogin eingesetzt, und er wirft ihr Blicke zu, die ein wenig zu öffentlich werden.“

Caroline von Esebeck hatte laut Mannlich einen wichtigen Anteil am Entstehen des Schlosses Karlsberg. Der Vorgängerbau des Schlosses war der Luisenhof auf dem Buchenberg bei Homburg, der sich im Besitz ihrer Schwägerin Maria Louise, Witwe des Freiherrn von Closen und geborene Freifrau von Esebeck, befand. Als diese den Luisenhof verkaufen wollte, arrangierte Caroline von Esebeck einen Besuch des Herzogs Karl II. August auf dem Buchenberg, in dessen Folge der Herzog das Anwesen kaufte und durch Mannlich zum Schloss Karlsberg ausbauen ließ. Dort wurden für Caroline zwei Zimmer sowie eine Garderobe eingerichtet, sodass sie in unmittelbarer Nähe des Herzogs wohnte.
Im August 1784 starb Karl August Friedrich, der Sohn von Karl II. August und dessen Frau Maria Amalie. Daraufhin zog sich Karl II. August aus der Beziehung zu Caroline von Esebeck zurück, die nun auf ihrem Anwesen in Homburg Hof hielt. Ihr Einfluss auf den Herzog endete gänzlich, als dieser schwer erkrankte und gegen Carolines Willen in ein anderes Stockwerk verlegt wurde. Mannlich schildert die Situation in seinen Erinnerungen: „Mit jeder Stufe der Treppe, über die man den Herzog in seinem Bette hinabgetragen hatte, war Frau v. Esebeck um einen Grad ihrer Macht ärmer geworden. … Frau v. Esebeck, die ihren ganzen Einfluß eingebüßt hatte, wurde so schonend behandelt, daß niemand zum Bewußtsein kam, man habe ihr den Zauberstab entwunden. Nur sie und ihre Kreaturen bemerkten mit Ärger diesen Verlust.“
Nach dem Tod des Herzogs Karl II. August im April 1795 zog Caroline von Esebeck zu ihrer Familie nach Karlsruhe, wo sie am 7. Februar 1823 starb.

## Anwesen und Gärten

### Anwesen und Garten in Homburg

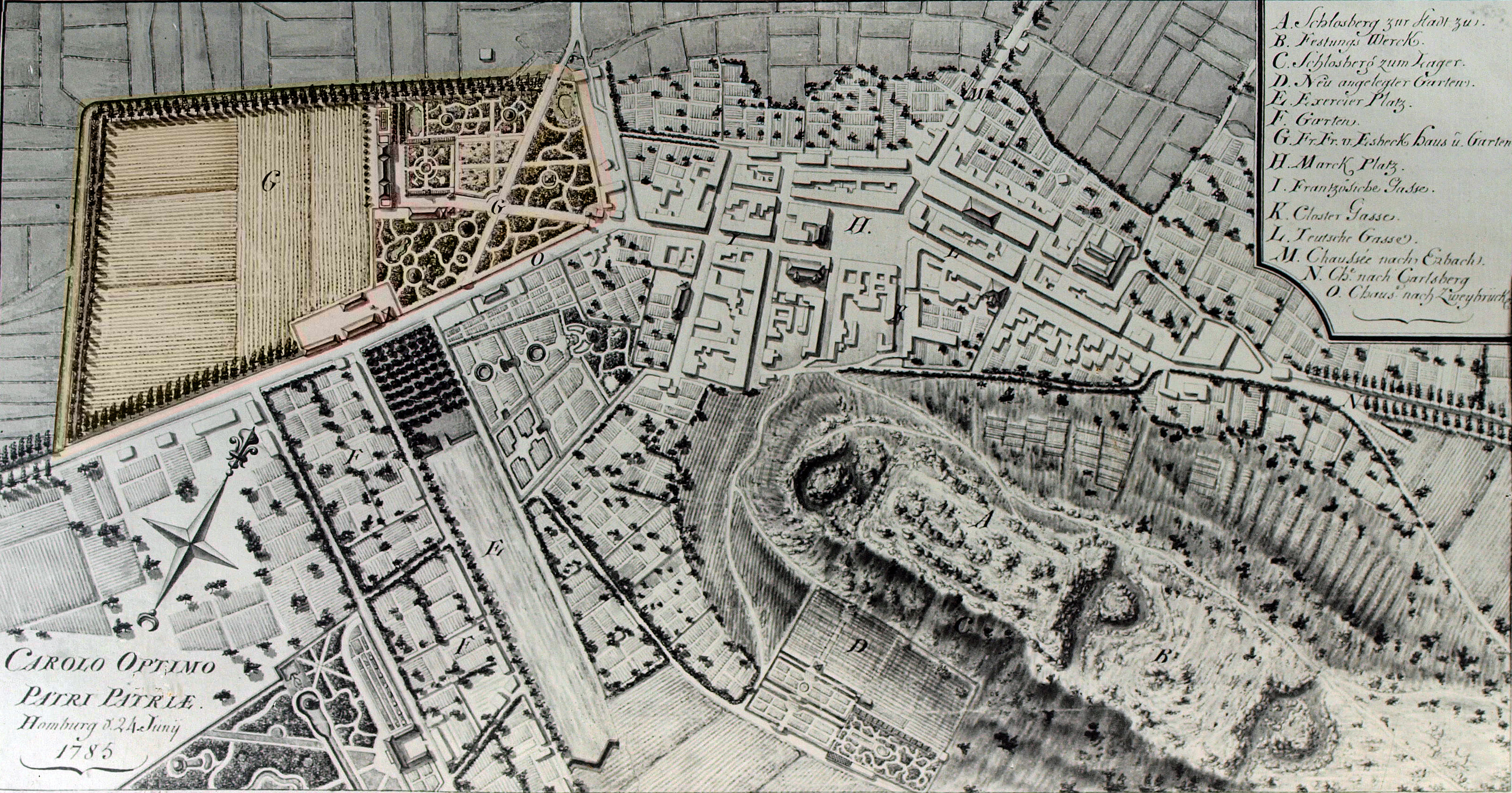
Plan der Stadt Homburg aus dem Jahr 1795, Anwesen der Frau von Esebeck eingefärbt.

Caroline Auguste von Esebeck erwarb 1777 ein großes Grundstück in Homburg. Es befand sich in der Gegend der heutigen Zweibrücker Straße,  Gerberstraße, Saarbrücker Straße und Entenweiherstraße. Dort ließ sie ein Palais errichten sowie einen großen Englischen Garten anlegen. Der Plan perspectiv der Stadt Homburg von 1785 zeigt die Lage des Anwesens sowie der darauf befindlichen Gebäude. Der Bau des Palais erfolgte parallel zum Schloss Karlsberg und, wie Mannlich berichtet, teilweise mit Material, das eigentlich für die Verwendung im Schloss vorgesehen war:

„Frau von Esebeck und Creuzer bauten gleichfalls und schufen um die Wette schöne Gärten, wenn auch mit anderen Mitteln. Hatte ich mit großen Kosten Schieferplatten, Bauholz und Bretter auf den Karlsberg hinaufgeschafft, so ließ während der Nacht der mit dem Bau beauftragte Werkmeister Schaefer wieder wegbringen, was er für die Bauten der Frau von Esebeck und Creuzers brauchte; der letztere hieß dann als Finanzminister die Rechnungen gut, und alles war in Ordnung.“

Die Gebäude auf dem Anwesen wurden während der Französischen Revolution 1793 zerstört. Mannlich berichtet von einem Besuch in Homburg während dieser Zeit: „Von dem Hause der Frau von Esebeck standen nur noch einige Mauerreste.“ Heute ist davon nichts mehr erhalten.

### Schloss und Garten in Gonnesweiler
1780 ließ Karl II. August das Schloss in Gonnesweiler renovieren und übergab es an Caroline Auguste von Esebeck. Diese ließ dort einen Englischen Garten anlegen. Nachdem sie am Zweibrücker Hof in Ungnade gefallen war, residierte sie im Schloss Gonnesweiler, bis Schloss und Ländereien durch Französische Revolutionstruppen zerstört wurden und sie zu ihrer Familie nach Karlsruhe floh.
Die Gemeinde Gonnesweiler ließ 2013 das Gelände des Englischen Gartens in der Naheaue renaturieren: Kopfweiden wurden gepflanzt, Rasen eingesät, Sitzbänke und Schautafeln wurden aufgestellt. Ein 700 m langer Rundweg wurde eingerichtet, um ein Stück des ehemaligen Englischen Gartens wieder aufleben zu lassen.

## Würdigung

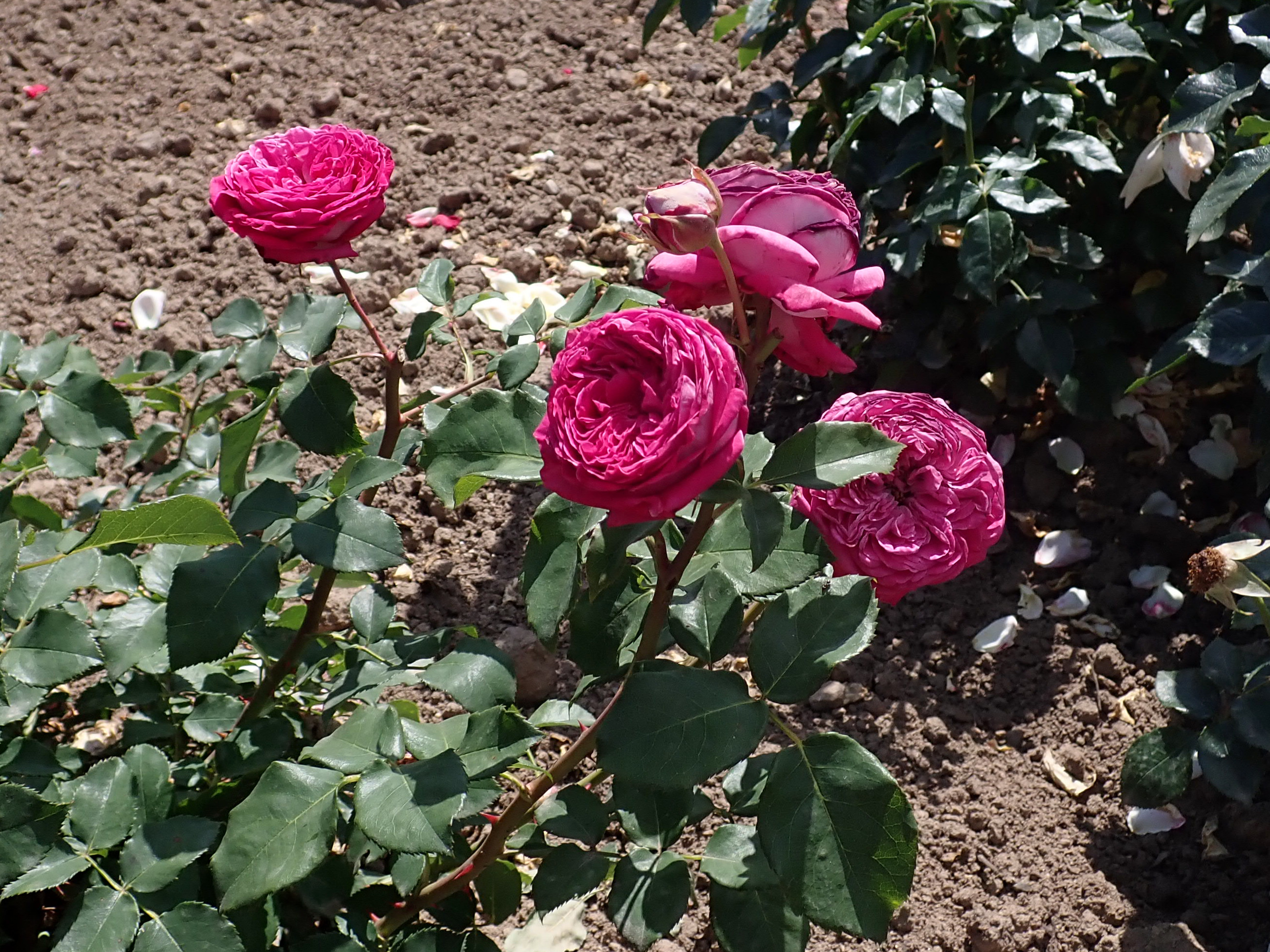
Beetrose Freifrau Caroline

Im Jahr 2017 wurde anlässlich der Zweibrücker Rosentage die Beetrose Freifrau Caroline nach Caroline Auguste von Esebeck benannt.